# Révolution de 1930
La révolution brésilienne de 1930 ou révolution de 30 est le nom donné, au Brésil, au mouvement armé mené par les États du Minas Gerais et du Rio Grande do Sul qui culmina avec la déposition du président (originaire de l'État de São Paulo) Washington Luís le 24 octobre 1930.

## Campagne électorale
En 1929, les élites de l'État de São Paulo rompent l'alliance avec celles du Minas Gerais, symbole de la politique café com leite en vigueur depuis l'instauration de la république en 1889, et présentent leur propre candidat à la présidence, le pauliste Júlio Prestes. En réaction, le président du Minas Gerais, Antônio Carlos Ribeiro de Andrada, appuie la candidature d'opposition du gaucho Getúlio Vargas. L'élection présidentielle oppose ainsi, le 1er mars 1930, le candidat conservateur, désigné par le président sortant, Prestes, au candidat de l'Alliance libérale, Vargas, soutenu par trois États sur dix-sept (le Rio Grande do Sul, le Minas Gerais et le Paraiba).
Après plusieurs mois de dépouillement des résultats électoraux, Júlio Prestes est déclaré vainqueur. Toutefois, la majorité des membres de l'Alliance libérale contestent les fraudes électorales et refusent d'en accepter le résultat. Une conspiration débuta ayant pour base le Rio Grande do Sul et Minas Gerais, avec comme intention d'empêcher que Júlio Prestes assume la présidence, ce qui devait arriver le 15 novembre. Au Nordeste, le lieutenant Juarez Távora, qui avait fui de prison en janvier 1930 organisa dans la clandestinité la révolution.
Cette conspiration subit un revers le 10 mai à la mort lors d'une catastrophe aérienne du lieutenant Antônio Siqueira Campos (pt). C'était un bon intermédiaire politique qui avait des contacts militaires à São Paulo. Avec sa mort cessèrent presque entièrement les volontés révolutionnaires parmi les militaires situés à São Paulo.
Le 29 mai 1930, la conspiration subit un autre revers avec l'appel communiste de Luís Carlos Prestes qui devait être commandant de la révolution de 1930 mais abandonna le commandement pour soutenir le communisme.
C'est alors Pedro Aurélio de Góis Monteiro (pt), alors lieutenant-colonel qui devient le commandant militaire secret de la révolution.
Le 18 juillet, le journal prestiste du mouvement conservateur Folha da Noite fut détruit à Belo Horizonte par un groupe alliantiste qui traitait le président de Minas Gerais Antônio Carlos de couard et demandait ouvertement la révolution.
La peur d'Antônio Carlos qu'une révolution violente qui soit hors du contrôle des hommes politiques de l'Alliance libérale commença alors à se concrétiser.

## L'assassinat de João Pessoa
Le 26 juillet 1930, João Pessoa, alors gouverneur du Paraíba, fut assassiné par João Duarte Dantas (pt), à Recife, pour des questions d'ordre personnel. João Duarte Dantas, dont la famille était ennemie politique de João Pessoa, avait eu son cabinet d'avocat saccagé. Le coffre-fort du cabinet de João Dantas fut ouvert par effraction. Là, se trouvaient des lettres et des poèmes d'amour de l'écrivain et poétesse Anayde Beiriz, qui furent divulgués et considérés scabreux.
Certains documents affirment que la correspondance fut publiée dans le journal officiel du gouvernement d'État, A União (pt). D'autres disent que les lettres circulèrent simplement de main en main. De toute manière, elles devinrent publiques et ce fut un scandale.
Le 26 juin, quand João Pessoa était avec des amis à la confiserie Glória, à Recife, João Dantas se vengea : accompagné d'un beau-frère, il tira trois coups sur le gouverneur du Paraíba en disant :

« Je suis João Dantas, que tu as tant humilié et maltraité ! »

— João Dantas
João Dantas avait dit qu'il avait tué João Pessoa pour défendre son honneur. Il est arrêté et emmené à la maison de détention de Paraíba, où il est battu et tué (officiellement, il s'est suicidé). Anayde fut retrouvée morte le 22 octobre par empoisonnement à Recife. Le suicide a aussi été officialisé.
Bien que cela n'ait eu aucun rapport avec l'élection de Júlio Prestes, l'épisode de l'assassinat de João Pessoa a été l'étincelle qui a enflammé la mobilisation armée des partisans de Getúlio et de l'Alliance libérale.
Ainsi, le corps de João Pessoa fut placé dans un navire à Recife le 31 juillet 1930 dans le but d'être enterré le 18 août à Rio de Janeiro. Tant à Recife qu'à Rio de Janeiro, il y eut des messes solennelles et des discours enflammés, renvoyant la faute au gouvernement de Washington Luís pour la mort de João Pessoa. À Recife, eut lieu une grosse fusillade. La place de São Francisco de Paula à São Paulo, le 17 août, fut le lieu d'un conflit d'étudiants lors d'un hommage à João Pessoa, où il y eut des tirs, avec un mort et vingt blessés. La police et l'armée de terre sont intervenues.
Le président de la République ne s'est pas défendu contre les accusations. Washington Luís fut averti à plusieurs reprises par ses conseillers qu'il y avait un mouvement subversif en marche visant à lui ravir le pouvoir. Washington Luís ne prit cependant aucune mesure préventive pour empêcher la révolution.

## La révolution du 3 octobre 1930
Le 7 septembre 1930 le mouvement révolutionnaire a un nouveau sursaut. Ce jour, Antônio Carlos cède le gouvernement de Minas Gerais à Olegário Maciel (pt), qui était beaucoup plus décidé à faire une révolution qu'Antônio Carlos. Le Président Olegário a été l'unique président d'État à conserver sa charge après la révolution de 1930.
Le 25 septembre 1930 fut décidé par le commando révolutionnaire que la révolution commencerait le 3 octobre à 17 h. Le début de la révolution avait déjà été ajourné plusieurs fois à cause d'hésitations et des indécisions des révolutionnaires.
Cette fois il n'y eut pas d'ajournement. Le 3 octobre 1930, dans l'après-midi, à Porto Alegre, la révolution de 1930 commença par la prise du quartier général de la 3e région militaire. L'attaque était commandée par Osvaldo Aranha (pt) et Flores da Cunha (pt). C'est pendant cette attaque qu'on dénombra les premiers morts de la révolution de 1930.
Un fait démontre l'importance que Getúlio Vargas donnait à la révolution : ce 3 octobre précisément il commença à écrire un journal intime qu'il arrêtera en 1942. Au début du journal, Getúlio écrit que le commandant de la 3e région militaire, le Général Gil Dias de Almeida, peu avant l'attaque de son quartier général, disait à Getúlio qu'il brûlerait sa bibliothèque si le Minas Gerais entrait en révolution. Washington Luís ne pensait pas non plus qu'une révolution aurait lieu dans le Minas Gerais.
Au Nordeste, à cause d'une erreur d'interprétation des ordres donnés par le commando révolutionnaire, la révolution commença à l'aube du 4 octobre.
La révolution se répandit dans tout le pays. Le 6 octobre, le New York Times informait que 80 000 hommes étaient entrés en lutte. À Minas Gerais, de manière inattendue, il y eut de la résistance, car le 12e régiment d'infanterie de Belo Horizonte n'accepta pas le coup d'État.
Huit gouvernements d'État du Nordeste, à l'époque appelé Nord, furent renversés par les lieutenants, bien qu'ils rencontrèrent à Bahia et à Pernambouc une résistance notable. Les révolutionnaires déroutèrent le gouvernement du Pernambouc le 8 octobre après un combat qui fit 150 morts.
Le 10, Getúlio Vargas est parti en train pour Rio de Janeiro, capitale fédérale de l'époque, laissant le gouvernement du Rio Grande do Sul à Osvaldo Aranha et non au vice-président gaúcho João Neves da Fontoura (pt) du fait que ce dernier renonça à sa charge de vice-président gaúcho.
Vers la mi-octobre la révolution dominait à peine une partie du Nordeste et une partie du Sud du Brésil. Restèrent fidèles au gouvernement fédéral les États de Santa Catarina, Bahia, São Paulo, Rio de Janeiro, toute la région nord : Amazonas, Pará et le territoire de Acre, ainsi que toute la région Centre-Ouest : Goiás et Mato Grosso. Le gouvernement de Santa Catarina fut renversé le 16 octobre et un grand nombre de villes seulement à la fin de la révolution.
Au Nordeste, les révolutionnaires marchèrent en direction de Bahia. Au sud, les révolutionnaires venant du Rio Grande do Sul étaient stationnés dans la région de la ville d'Itararé, à la frontière entre le Paraná et São Paulo, où les forces du gouvernement fédéral et les troupes paulistes étaient positionnées pour contenir l'avancée des troupes révolutionnaires. On attendait qu'ait lieu une grande bataille à Itararé. Getúlio attendait l'événement en s'installant à Curitiba.
La bataille attendue d'Itararé n'eut pas lieu car le 24 octobre, avant qu'elle n'aie lieu, les généraux Tasso Fragoso et Menna Barreto (pt) et l'amiral Isaías de Noronha (pt) destituèrent Washington Luís par un coup d'État militaire et formèrent une junte militaire provisoire. Le même jour, Osvaldo Aranha était envoyé à Rio de Janeiro pour négocier l'entrée au pouvoir de Getúlio Vargas. La junte militaire gouverna le Brésil jusqu'au 3 novembre 1930 où elle passa le pouvoir à Getúlio.
Washington Luís a été destitué seulement 22 jours avant la fin de son mandat présidentiel, qui devait se terminer le 15 novembre 1930.
Les journaux qui appuyaient le gouvernement déchu furent détruits. Parmi eux quelques journaux influents comme O Paiz, A Noite, le Correio Paulistano, organe officiel du Parti républicain pauliste (pt), A Platéia, la Gazeta de Notícias, A Crítica e la Folha da Manhã, actuelle Folha de S.Paulo. Le siège social du journal O Paiz fut totalement brulé.
Les polices de Rio de Janeiro, alors capitale fédérale, et de São Paulo se sont exclues du conflit et ne firent rien pour empêcher les actes de vandalisme. Dans la ville de São Paulo, les banques du Jogo do bicho furent attaquées car elles étaient suspectées de financer le PRP et le gouvernement pauliste destitué.
Washington Luís, Júlio Prestes et plusieurs autres personnalités politiques de la Vieille République telles que Carvalho de Brito, José Maria Belo, Átila Neves, Irineu Machado, Otávio Mangabeira, Melo Viana, Antônio Prado Júnior, entre autres, furent poussés à l'exil. Washington Luís ne retourna au Brésil qu'en 1947, après que Getúlio Vargas eut quitté le pouvoir en 1945.
Getúlio, après un passage par São Paulo, où il occupa le palais des champs Élysées (pt) (Palácio dos Campos Elísios), siège du gouvernement pauliste déchu, se dirigea vers Rio De Janeiro. Ce fut une scène que les paulistes n'oublièrent pas : les soldats mineiros et gaúchos, fusil à l'épaule, montaient la garde pour Getúlio au siège du gouvernement pauliste.
Getúlio arriva à Rio de Janeiro en train le 31 octobre 1930. Il s'imprégna de la situation politique à Rio de Janeiro avant de gouverner.
Getúlio Vargas assume alors la direction du gouvernement provisoire le 3 novembre 1930, date qui marque la fin de la « Vieille République » (1889 – 1930) (República Velha en portugais). Prestes fut quant à lui contraint à l'exil.